# Initial public offering

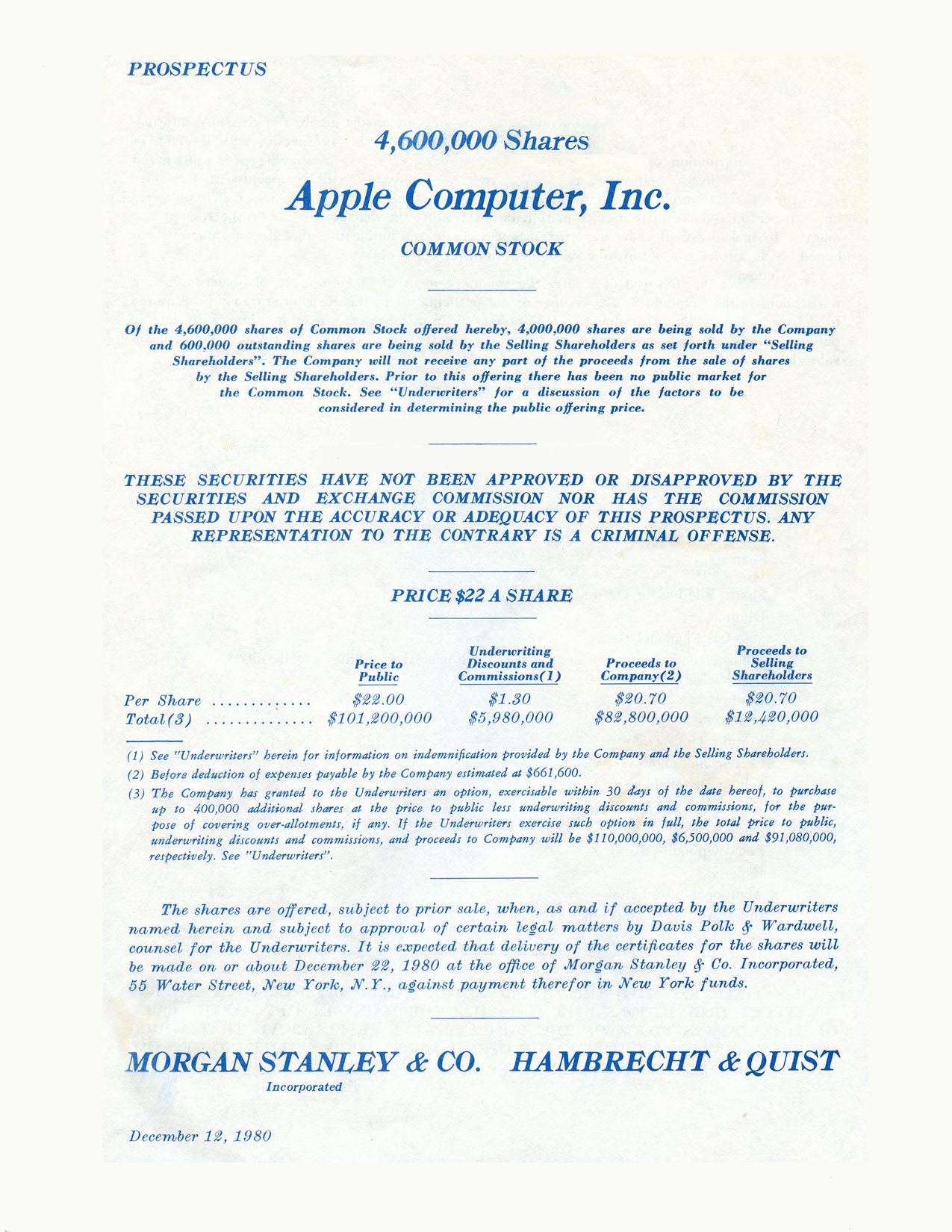
Apple Computer IPO

Initial Public Offering je první veřejná nabídka akcií. Pro tento pojem se v praxi běžně používá zkratka IPO. IPO je proces, při kterém společnost poprvé vstupuje na burzu a nabízí své akcie široké veřejnosti. Důvodů, proč společnosti chtějí realizovat IPO, je několik, mezi nejvýznamnější však patří potřeba navýšit kapitál společnosti, tedy získat dodatečné finanční zdroje.
Důvody, proč společnosti realizují IPO:
- získání dalšího kapitálu pro rozvoj společnosti, tyto zdroje nemusejí mít v nejbližší době negativní dopad na cash flow,
- optimalizace kapitálové struktury (poměr dluhu a vlastního kapitálu),
- vyřešení nástupnictví ve společnosti, využití IPO při privatizaci společnosti,
- zvýšení důvěryhodnosti i transparentnosti dané společnosti,
- zviditelnění společnosti, větší prestiž, jiné marketingové cíle,
- zvýšení likvidity akcií,
- možnost zaujmout management a zaměstnance formou odměňování manažerskými/zaměstnaneckými akciemi.

IPO je proces poměrně zdlouhavý a také nákladný. Společnosti proto využívají služeb underwriterů. Underwritery bývají v naprosté většině velké banky, ty pak připravují a vedou celou emisi a jsou také zodpovědné za její úspěšné dokončení. Je zřejmé, že emitent s underwritery po celou dobu musí aktivně spolupracovat; důraz je kladen především na zpřístupnění zásadních interních informací.
Z pohledu investorů jsou IPO zajímavá hlavně kvůli dvěma anomáliím, které jsou s nimi spojené. Většina IPO je totiž podhodnocená, a tak mohou investoři realizovat zisky již během prvního dne. Jestliže ovšem trh považuje dané akcie za nadhodnocené, existuje pravděpodobnost poklesu jejich ceny s tím, že není vyloučeno zotavení ceny v budoucnu. Další zajímavost je, že společnosti, které realizovaly IPO jsou v následujících (zhruba 5 letech) méně výkonné, než je průměr stanovený indexem trhu.

## Harmonogram přípravy a realizace IPO
Celý proces IPO může být rozdělen zhruba do třech základních fází, a to do přípravné fáze, realizační fáze a post-realizační fáze. Zvyklosti a pravidla vstupu na akciový trh se mohou v jednotlivých zemích i výrazně odlišovat.

### Přípravná fáze
V této fázi se společnost, která chce vstoupit na akciový trh, připravuje na splnění všech podmínek daných místními zákony a zvolenou burzou. Tato fáze je časově náročná zejména pro společnosti, které dosud nepodnikaly v podobě akciové společnosti. Je tedy nutné provést řadu změn ve vedení a struktuře společnosti v souladu s principy corporate governance. Dále musí potenciální emitent začít vést účetnictví podle Mezinárodních standardů účetního výkaznictví a podnikat další kroky, které učiní společnost dostatečně transparentní pro budoucí investory.

### Realizační fáze
Pokud je společnost připravena ke vstupu na akciový trh, může přistoupit k další fázi IPO. Pro úspěšnou IPO je důležité, aby v dané době a na daném trhu panovaly příznivé ekonomické podmínky. Počet úspěšně dokončených IPO výrazně závisí na ekonomickém cyklu. V konjunktuře počet IPO prudce roste, v recesi se naopak IPO téměř neprovádí. Vše totiž závisí hlavně na vůli investorů, většina z nich v recesi akciové tituly spíše prodává, než nakupuje, proto nemá smysl IPO provádět.
Realizační fázi lze rozdělit do několika dílčích kroků, Burza cenných papírů Praha uvádí např.:
- výběr manažera emise a ostatních členů realizačního týmu,
- výběr trhu pro realizaci IPO,
- důkladné prověření společnosti (angl. due diligence),
- interní ocenění emitující společnosti,
- svolání valné hromady,
- příprava emisního projektu,
- jednání s organizátorem regulovaného trhu,
- prezentace společnosti investorům (en:road show),
- rozhodnutí o výši emisního kurzu akcií a jejich alokaci mezi investory,
- přijetí akcií k obchodování na regulovaném trhu s investičními nástroji.

Vztahy mezi emitující společností a underwriterem (také vedoucím emise, manažerem emise) jsou během přípravy celé emise upraveny mandátní smlouvou. V ní je určeno tzv. hrubé rozpětí (en:gross spread), to určuje odměnu pro vedoucího manažera emise a další upisovatele. Na českém trhu se celková výše hrubého rozpětí pohybuje mezi 3–5 % z objemu emise.
Vhodným kapitálovým trhem pro realizaci IPO nemusí být vždy jen domácí trh. Trh by měl být vybrán především s ohledem na celkovou koncepci podnikání společnosti, ale také na očekávanou poptávku po nových akciích. Mnohdy je výhodnější uskutečnit IPO na zahraničním trhu a to především, když je zahraniční trh více likvidní, podnik zde uskutečňuje většinu svých aktivit (vyváží či dováží) nebo chce v této zemi provádět budoucí akvizice. Společnost (většinou na radu manažera emise) může také přistoupit k duální kotaci (dual-listing) a vstoupit na více trhů zároveň, musí však dodržovat požadavky pro přijetí akcií k obchodování, které se na různých burzách mohou lišit. Tyto požadavky jsou především na velikost IPO, na množství akcií, které budou rozptýleny mezi veřejnost (tzv. en:free float) a na minimální dobu činnosti emitenta.
| Burza                                     | Burzovní trh  | Minimální velikost IPO | Minimální free float                                                    | Minimální doba činnosti emitenta |
| ----------------------------------------- | ------------- | ---------------------- | ----------------------------------------------------------------------- | -------------------------------- |
| London Stock Exchange                     | Official List | 700 000 GBP            | 25 %                                                                    | 3 roky                           |
| Euronext                                  | Eurolist      | nestanovena            | 25 % nebo 5 % v případě, že tržní kapitalizace IPO přesahuje 5 mil. EUR | 3 roky                           |
| Deutsche Börse                            | Amtlicher     | 1 250 000 EUR          | 25 %                                                                    | 3 roky                           |
| Giełda Papierów Wartościowych w Warszawie | Główny Rynek  | 10 000 000 EUR         | 25 % nebo 500 000 akcií v hodnotě 17 mil. EUR                           | 3 roky                           |
| Burza cenných papírů Praha                | Hlavní trh    | 1 000 000 EUR          | 25 %                                                                    | 3 roky                           |

Zdroj: zpracováno na základě lit. Paleari et al. (2008) a Meluzín - Zinecker (2009).
Společnost je dále důkladně prověřena, a to jak z právního, tak i ekonomického a účetního hlediska. K prověření dochází zpravidla při prvním setkání realizačního týmu (známé jako kick-off meeting).
Výsledkem interního ocenění je stanovení cenového rozpětí akcií, které je důležité pro jednání s potenciálními investory. Pokud by se tato cena výrazně lišila od představy stávajících vlastníků, může být celý proces ukončen a to zejména v případě, že v emisi jsou nabízeny i sekundární akcie stávajících vlastníků. Při IPO dochází k zvýšení základního kapitálu a v souladu s obchodním zákoníkem spadá toto rozhodnutí do působnosti valné hromady, která však v této věci může pověřit představenstvo. Usnesení valné hromady, resp. rozhodnutí představenstva o záměru zvýšit základní kapitál upisováním nových akcií musí být zapsáno do obchodního rejstříku do 30 dní od usnesení.
Společnost musí také zpracovat emisní prospekt. Podle zákona o podnikání na kapitálovém trhu je prospekt souborem všech informací, které investoři nezbytně potřebují k přesnému a správnému posouzení cenného papíru, majetku a závazků emitenta, jeho finanční situace, zisku a ztrát a perspektiv budoucího vývoje. Minimální rozsah informací je pak stanoven nařízením komise Evropského společenství (směrnice 2003/71/ES). Prospekt cenného papíru schvaluje regulátor příslušného finančního trhu (v České republice je to Česká národní banka), prospekt musí být zpracován v českém, případně anglickém jazyce a musí být srozumitelný nikoli však zjednodušený. Mezi důležité náležitosti prospektu patří:
- shrnutí prospektu, které obsahuje základní informace o emitentovi, možných rizicích , finanční situaci emitenta a veřejné nabídce akcií,
- rizikové faktory podnikatelské činnosti emitenta,
- účel použití zdrojů z veřejné nabídky akcií,
- některé finanční údaje o společnosti,
- údaje spojující společnost s odvětvím, ve kterém působí,
- údaje o managementu a hlavních akcionářích,
- údaje o situaci v zemi a na kapitálovém trhu vybraným pro emisi akcií,
- údaje o veřejné nabídce akcií,
- seznam účetních závěrek.

Při žádosti o schválení prospektu společnost žádá ČNB i o přidělení ISINu.
Po všech jednáních s regulátorem a organizátorem trhu a po splnění veškerých stanovených podmínek začne manažer emise připravovat první prezentaci společnosti investorům. Cílem je získat od investorů (zejména institucionálních) co nejvíce informací o jejich představě o ceně úpisu akcií. Společnosti (či manažerovi emise) toto jednání může značně ulehčit a zpřesnit stanovení emisního kurzu, celkového objemu emise a struktury budoucích investorů. Metody, které se používají pro stanovení emisního kurzu, jsou: aukce, prodej za fixní cenu a bookbuilding. V poslední době převažuje metoda bookbuildingu.

### Post-realizační fáze
Úlohou manažera emise je také stabilizace kurzu akcií po jejich uvedení na sekundární trh. K tomuto účelu může využít tzv. opci navýšení (en:Green Shoe option, en:overallotment option). Jde o právo na úpis dalších akcií po uskutečnění prvotní veřejné nabídky akcií, zpravidla ve výši 10-15 % z celkového počtu nabízených akcií. Ke stabilizaci ceny lze dále použít i tzv. ujednání o dočasném zákazu prodeje akcií (en:lock-up agreement).
Emitent musí nadále postupovat v souladu s pravidly panujícími na daném trhu a dodržovat jednak zákon o podnikání na kapitálovém trhu, tak i Burzovní pravidla. Největší důraz je kladen především na informační povinnost, která zabezpečuje transparentnost trhu a posiluje důvěru investorů. Společnost je povinna zveřejňovat výroční zprávu a to dokonce do 4 měsíců od skončení účetního období. Tato zpráva je předkládána v předstihu před termínem stanoveným v účetních a daňových předpisech a většinou neobsahuje všechny povinné náležitosti (např. ještě není ověřená auditorem). Do dvou měsíců po uplynutí prvních šesti měsíců účetního období předkládá pololetní zprávu a dále veškeré důležité informace, které mají značný cenotvorný vliv na daný instrument.

## Průběh emise akcií
O emisi nejprve rozhodne management společnosti. Společnost si vybere tzv. vedoucího aranžéra. Uzavře s ním mandátní smlouvu, ve které jsou definovány vzájemné vztahy. Vedoucí aranžér ještě před uzavřením smlouvy provede interní fundamentální analýzu podniku, ze které zjistí potřebnou výši nového kapitálu. Dále zkoumá vhodnost firmy pro emisi akcií. Spolu s emitentem vytváří plán celé emise (výběr vhodného cílového trhu, způsob umístění akcií, apod.), pomáhá při výběru dalších poradců (např. v oblasti daní). Vedoucí aranžér a poradci jsou označováni jako zprostředkovatel emise. Jak již bylo výše uvedeno, zprostředkovateli bývají hlavně bankovní instituce.
Všechny tyto subjekty společně provedou tzv. hloubkovou prověrku (due diligence). Hloubková prověrka se skládá zpravidla ze tří částí:
1. Právní (provádí právní poradce).
2. Ekonomická (má na starosti vedoucí aranžér).
3. Finanční a daňová (provádí auditor).

Výsledky hloubkové prověrky nejsou veřejně publikovány, slouží pouze k internímu využití. Vychází se z ní při tvorbě prospektu.
Následně je svolána valná hromada a je jí předložen kompletní návrh emise. Valná hromada tento návrh schvaluje. Představenstvo společnosti stanovuje emisní kurz a objem emise. Pokud valná hromada rozhodne o zvýšení základního kapitálu, představenstvo musí do 30 dnů od usnesení valné hromady podat návrh na zápis tohoto usnesení do obchodního rejstříku.
Poté je provedeno shromáždění a vyhodnocení výsledků hloubkové prověrky. Na základě těchto informací je zahájena tvorba prospektu.
Dále je třeba vyhotovit žádost o přijetí akcií k obchodování na veřejném trhu. Toto má na starosti vedoucí aranžér spolu s právními poradci. Žádost musí být adresována organizátorovi veřejného trhu – tedy burze, na kterou chce podnik vstoupit. Organizátor má 2měsíční lhůtu na rozhodnutí o žádosti.
V další fázi přípravy emise je vytvářen tzv. investiční příběh. Firma se snaží oslovit její okolí (především potenciální investory) pomocí různých marketingových aktivit. Cílem této činnosti je vytvořit na veřejnosti dojem, že emitentem je perspektivní, finančně stabilní a silná společnost.
Velmi důležitá je komunikace a prezentace firmy analytikům obchodníků s cennými papíry. Ti jsou nositeli a zprostředkovateli informací pro širokou investorskou veřejnost.
V neposlední řadě je třeba určit emisní kurz. Je možné ho určit několika způsoby. Může být pevně stanovena cena, za kterou emitent emisi odprodá. Dalším způsobem určení emisního kurzu je provedení aukce (tzv. americká a holandská aukce). V tomto případě obvykle emisní kurz lépe odpovídá reálné hodnotě akcií než u předchozí metody. Dále je možné využít metodu bookbuildingu.
V době schvalování prospektu Komisí pro cenné papíry ještě nemusí být známy veškeré údaje, které by měl prospekt obsahovat (např. emisní kurz). Emitent je však musí Komisi pro cenné papíry oznámit nejpozději do uveřejnění prospektu.
Veškeré dokumenty oznamující veřejnou nabídku (např. reklamní letáky) musí obsahovat informaci o tom, že bude nebo již byl prospekt uveřejněn. Musí být zároveň stanoveno, kde uveřejnění prospektu proběhne nebo proběhlo. I tyto dokumenty musí schválit Komise pro cenné papíry.
Kromě veřejné a soukromé nabídky akcií, rozlišujeme ještě nabídku neveřejnou. Zatímco u prvních dvou jmenovaných je třeba podat Komisi pro cenné papíry prospekt ke schválení, u neveřejné nabídky nechávat prospekt schvalovat není povinné.
O neveřejnou nabídku akcií se jedná v těchto případech:
1. Pokud nabídka akcií není dostupná široké veřejnosti.
2. Když je nabídka akcií adresována maximálně 100 osobám.
3. Když celkový objem nabízených akcií nepřesahuje 40 000 EUR.
4. Každý investor získá akcie v hodnotě minimálně 40 000 EUR.
5. Když jsou akcie nabídnuty bezúplatně stávajícím akcionářům.
6. Pokud jsou akcie nabízeny akcionářům výměnou za jiné akcie emitované stejnou firmou a přitom nedochází ke zvyšování základního kapitálu společnosti.
7. Pokud jsou akcie nabízeny zaměstnancům emitující firmy nebo zaměstnancům touto firmou ovládaného podniku.

## Podhodnocení emisního kurzu akcií
V průběhu let se velká část odborné veřejnosti zabývá zvláštností, která se při IPO vyskytuje. Jde o podhodnocení emisního kurzu známé taky pod anglickým ekvivalentem en:underpricing nebo en:initial return. Podhodnocení znamená, že většina IPO je prodávána novým investorům za nižší cenu, než která se na trhu vytvoří během jednoho (prvního) dne obchodování. Na tuto skutečnost upozorňuje např. en:Jay R. Ritter společně s Ivo Welchem ve studii s názvem en:A Review of IPO Activity, Pricing, and Allocations, která vyšla v roce 2002 v en:Journal of Finance.
Underpricing lze vyjádřit relativně jako procentuální změnu kurzu akcie nebo v absolutním čísle jako částku, která vyjadřuje ztrátu původních vlastníků způsobenou prodejem za nižší cenu, než která je rovnovážná - tedy cena vytvořená na burze během prvního dne (prvních dnů) obchodování s danými akciemi. Tato částka se také označuje en:money left on the table.
{\displaystyle U={\frac {P_{C}-P_{E}}{P_{E}}}\ *100},
kde:
U ... je underpricing,
PE ... je emisní cena,
PC ... je uzavírací kurz prvního dne obchodování s akcií a
{\displaystyle M=p*P_{C}-p*P_{E}},
kde:
M ... je money left on the table,
p ... je počet akcií emitovaných při IPO.

### Teorie vysvětlující podhodnocení emisního kurzu
Podhodnocení se snaží vysvětlit velké množství teoretických přístupů, které lze pracovně rozdělit do čtyř hlavních směrů:
- informační asymetrie
- institucionální teorie
- teorie založené na teoriích zastoupení
- behaviorální teorie

Nejstarší a také nejvíce propracované jsou teorie založené na informační asymetrii. Ty předpokládají, že jedna ze zúčastněných stran je lépe informovaná. "Hráči" při IPO jsou emitující společnost, manažer emise a investoři. Kevin Rock již v roce 1986 vypracoval teorii zvanou vítězovo prokletí (angl. winner's curse). Předpokládá, že na trhu jsou jak investoři informovaní, tak i ti, kteří jsou informovaní méně, a skutečnost, že na trhu se obchodují jak tituly podhodnocené, správně oceněné, tak i tituly nadhodnocené. Informovaní investoři dokáží identifikovat nadhodnocené tituly a neinvestují do nich své prostředky. Naopak málo informovaní investoři investují do trhu jako celku, tedy do každého instrumentu poměrnou část svých prostředků. Aby méně informovaní investoři neprodělávali a neodcházeli pak z trhu a tím nesnižovali poptávku po akciích, musí být některé tituly právě tak podhodnocené, aby těmto investorům kompenzovaly ztráty.
Teorie informační asymetrie však na přelomu tisíciletí nebyly schopné objasnit rapidní nárůst podhodnocení na americkém trhu s novými akciemi technologických společností. Podhodnocení často převyšovalo 60 %. V USA vzniká v období 1999–2000 internetová bublina a jevy s ní spojené lépe vysvětlují behaviorální teorie.

## Dlouhodobá nižší výkonnost firem po IPO
Akcie podniků po uskutečnění IPO mají tendenci dosahovat nižší výnosnosti než akcie ostatních srovnatelných společností. Toto období trvá zpravidla 3-5 let po jejich prvotní veřejné nabídce. Tuto skutečnost zkoumá také Jay R. Ritter a to na americkém trhu. Ve své studii z roku 2009 (Returns of IPOs during the five years after issuing, for IPOs from 1970-2007) uvádí, že společnosti, které uskutečnily IPO, jsou v pětiletém průměru o 3,8 p. b. méně výkonné než společnosti se stejnou tržní kapitalizací. Zároveň však dodává, že společnosti dosahují vyšší výkonnosti v prvních 6 měsících po realizaci IPO, což souvisí zejména s lock-up agreement.

### Teorie vysvětlující dlouhodobě nižší výkonnost
Základní přístupy, které se snaží vysvětlit podvýkonnost těchto firem jsou teorie načasování vstupu na kapitálový trh, teorie vylepšování zpráv a teorie informační asymetrie mezi investory.